# Indicador redox
Um indicador redox (também chamado um indicador oxidação-redução) é um indicador que passa por uma definida mudança de cor a um potencial de eletrodo definido. 
O requerimento para uma mudança de cor rápida e reversível significa que o equilíbrio de oxidação-redução para um sistema redox indicador necessita ser estabelecido muito rapidamente. Entretanto somente umas poucas classes de sistemas redox orgânicos podem ser usados com o propósito de indicadores.
Há dois tipos comuns de indicadores redox:
- complexos metal-orgânico (Ex. fenantrolina)
- verdadeiros sistemas redox orgânicos (Ex. azul de metileno)

Algumas vezes oxidantes ou redutores inorgânicos coloridos (Ex. permanganato de potássio, dicromato de potássio) são também incorretamente chamados indicadores redox. Eles não podem ser classificados como verdadeiros indicadores redox por causa de sua irreversibilidade.
Sempre todos os indicadores redox com verdadeiros sistemas redox orgânicos envolvem um próton como um participante em sua reação eletroquímica. Entretanto algumas vezes indicadores redox são também divididos em dois grupos gerais: independentes ou dependentes do pH.

## Indicadores redox independentes de pH
| Indicador                             | E0, V   | Cor da forma Ox  | Cor da forma Red |
| ------------------------------------- | ------- | ---------------- | ---------------- |
| 2,2'-Bipiridine (complexo Ru)         | +1.33 V | incolor          | amarelo          |
| Nitrofenantrolina (complexo Fe)       | +1.25 V | ciano            | vermelho         |
| Ácido n-fenilantranílico              | +1.08 V | violeta-vermelho | incolor          |
| 1,10-Fenantrolina (complexo Fe)       | +1.06 V | ciano            | vermelho         |
| n-Etoxicrisoidina                     | +1.00 V | vermelho         | amarelo          |
| 2,2`-Bipiridina (complexo Fe)         | +0.97 V | ciano            | vermelho         |
| 5,6-Dimetilfenantrolina (complexo Fe) | +0.97 V | amarelo-verde    | vermelho         |
| o-Dianisidina                         | +0.85 V | vermelho         | incolor          |
| Difenilamina sulfonato de sódio       | +0.84 V | vermelho-violeta | incolor          |
| Difenilbenzidina                      | +0.76 V | violeta          | incolor          |
| Difenilamina                          | +0.76 V | violeta          | incolor          |

## Indicadores redox dependentes de pH
| Indicador                                                            | E0, V a pH=0 | E0, V a pH=7 | Cor da forma Ox  | Cor da forma Red |
| -------------------------------------------------------------------- | ------------ | ------------ | ---------------- | ---------------- |
| 2,6-Dibromofenol-indofenol sódio ou 2,6-Diclorofenol-indofenol sódio | +0.64 V      | +0.22 V      | azul             | incolor          |
| indofenol o-Cresol sódio                                             | +0.62 V      | +0.19 V      | azul             | incolor          |
| Tionina (sin. Violeta de Lauth)                                      | +0.56 V      | +0.06 V      | violeta          | incolor          |
| Azul de metileno                                                     | +0.53 V      | +0.01 V      | azul             | incolor          |
| Ácido sulfônico-indigotetra                                          | +0.37 V      | -0.05 V      | azul             | incolor          |
| Ácido sulfônico-indigotri                                            | +0.33 V      | -0.08 V      | azul             | incolor          |
| Indigocarmin (sin. Ácido sulfônico-indigodi)                         | +0.29 V      | -0.13 V      | azul             | incolor          |
| Ácido sulfônico-indigomono                                           | +0.26 V      | -0.16 V      | azul             | incolor          |
| Fenosafranina                                                        | +0.28 V      | -0.25 V      | vermelho         | incolor          |
| Safranina T                                                          | +0.24 V      | -0.29 V      | vermelho-violeta | incolor          |
| Vermelho neutro                                                      | +0.24 V      | -0.33 V      | vermelho         | incolor          |